# أوتسيغو (مينيسوتا)
أوتسيغو (بالإنجليزية: Otsego, Minnesota)‏ هي مدينة تقع في ولاية مينيسوتا في الولايات المتحدة. تبلغ مساحة هذه المدينة 78.97 (كم²)، وترتفع عن سطح البحر 268 م، بلغ عدد سكانها 13571 نسمة في عام 2010 حسب إحصاء مكتب تعداد الولايات المتحدة.

## التركيبة السكانية
قام مكتب تعداد الولايات المتحدة بتحديد بيانات التركيبة السكانية لأوتسيغو في تعداد الولايات المتحدة. في ما يلي، التركيبة السكانية حسب تعدادي 2000 و2010.

### تعداد عام 2000
بلغ عدد سكان أوتسيغو 6,389 نسمة بحسب تعداد عام 2000، وبلغ عدد الأسر 2,062 أسرة وعدد العائلات 1,674 عائلة مقيمة في المدينة. في حين سجلت الكثافة السكانية 217.5 نسمة لكل ميل مربع (84.0/كم2). وبلغ عدد الوحدات السكنية 2,120 وحدة بمتوسط كثافة قدره 72.2 نسمة لكل ميل مربع (27.9/كم2).
وتوزع التركيب العرقي للمدينة بنسبة 97.26% من البيض و 0.36% من الأمريكيين الأصليين و 0.72% من الأمريكيين ذوي الأصول الآسيوية و 0.25% من الأمريكيين الأفارقة و 0.85% من عرقين مختلطين أو أكثر.
بلغ عدد الأسر 2,062 أسرة كانت نسبة 46.9% منها لديها أطفال تحت سن الثامنة عشر تعيش معهم، وبلغت نسبة الأزواج القاطنين مع بعضهم البعض 71.0% من أصل المجموع الكلي للأسر، ونسبة 5.4% من الأسر كان لديها معيلات من الإناث دون وجود شريك، وكانت نسبة 18.8% من غير العائلات. تألفت نسبة 12.7% من أصل جميع الأسر من أفراد ونسبة 2.6% كانوا يعيش معهم شخص وحيد يبلغ من العمر 65 عاماً فما فوق. وبلغ متوسط حجم الأسرة المعيشية 3.41، أما متوسط حجم العائلات فبلغ 3.10.
بلغ العمر الوسطي للسكان 32 عاماً. وكانت نسبة 32.5% من القاطنين تحت سن الثامنة عشر، وكانت نسبة 7.7% بين الثامنة عشر والأربعة وعشرون عاماً، ونسبة 34.2% كانت واقعةً في الفئة العمرية ما بين الخامسة والعشرون حتى والأربعة وأربعون عاماً، ونسبة 21.4% كانت ما بين الخامسة والأربعون حتى الرابعة والستون، ونسبة 4.2% كانت ضمن فئة الخامسة والستون عاماً فما فوق. يوجد لكل 100 أنثى 108.8 ذكر، ويوجد لكل 100 أنثى في الثامنة عشر من عمرها فما فوق 109.1 ذكر.
بلغ متوسط دخل الأسرة في المدينة 57,422 دولار، أما متوسط دخل العائلة فبلغ 59,319 دولار. وكان متوسط دخل الذكور 39,568 دولار مقابل 28,273 دولار للإناث. وسجل دخل الفرد الخاص بالمدينة 20,209 دولار. وكانت نسبة 3.1% من العائلات ونسبة 3.2% من السكان تحت خط الفقر، وكان من هؤلاء نسبة 2.4% تحت سن الثامنة عشر ونسبة 13.8% في الخامسة والستين من العمر وما فوق.

### تعداد عام 2010
بلغ عدد سكان أوتسيغو 13,571 نسمة بحسب تعداد عام 2010، وبلغ عدد الأسر 4,736 أسرة وعدد العائلات 3,560 عائلة مقيمة في المدينة. في حين سجلت الكثافة السكانية 459.1 نسمة لكل ميل مربع (177.3/كم2). وبلغ عدد الوحدات السكنية 5,022 وحدة بمتوسط كثافة قدره 169.9 لكل ميل مربع (65.6/كم2).
وتوزع التركيب العرقي للمدينة بنسبة 93.2% من البيض و 0.4% من الأمريكيين الأصليين و 1.8% من الأمريكيين ذوي الأصول الآسيوية و 0.1% من سكان جزر المحيط الهادئ و 1.8% من الأمريكيين الأفارقة و 1.9% من عرقين مختلطين أو أكثر.
بلغ عدد الأسر 4,736 أسرة كانت نسبة 44.5% منها لديها أطفال تحت سن الثامنة عشر تعيش معهم، وبلغت نسبة الأزواج القاطنين مع بعضهم البعض 62.9% من أصل المجموع الكلي للأسر، ونسبة 7.4% من الأسر كان لديها معيلات من الإناث دون وجود شريك، بينما كانت نسبة 4.9% من الأسر لديها معيلون من الذكور دون وجود شريكة وكانت نسبة 24.8% من غير العائلات. تألفت نسبة 17.9% من أصل جميع الأسر من أفراد ونسبة 2.8% كانوا يعيش معهم شخص وحيد يبلغ من العمر 65 عاماً فما فوق. وبلغ متوسط حجم الأسرة المعيشية 3.29، أما متوسط حجم العائلات فبلغ 2.86.
بلغ العمر الوسطي للسكان 31.8 عاماً. وكانت نسبة 30.9% من القاطنين تحت سن الثامنة عشر، وكانت نسبة 6.7% بين الثامنة عشر والأربعة وعشرون عاماً، ونسبة 35.3% كانت واقعةً في الفئة العمرية ما بين الخامسة والعشرون حتى والأربعة وأربعون عاماً، ونسبة 21.5% كانت ما بين الخامسة والأربعون حتى الرابعة والستون، ونسبة 5.7% كانت ضمن فئة الخامسة والستون عاماً فما فوق. وتوزع التركيب الجنسي للسكان بنسبة 50.7% ذكور و49.3% إناث.

## وصلات خارجية
- www.ci.otsego.mn.us
- The US50 - Cities and Towns in Minnesota State